# 薩托哈區
6°31′47″S 76°43′11″W / 6.5298°S 76.7198°W
薩托哈區（西班牙語：Distrito de Shatoja），是秘魯的一個區，位於該國中北部聖馬丁大區的埃爾多拉多省，始建於1962年4月6日，面積24.1平方公里，海拔高度400米，2005年人口2,573，人口密度每平方公里110人。